# Tetragnatha obtusa
Tetragnatha obtusa este o specie de păianjeni din genul Tetragnatha, familia Tetragnathidae, descrisă de C. L. Koch, 1837.

## Subspecii
Această specie cuprinde următoarele subspecii:
- T. o. corsica
- T. o. intermedia
- T. o. proprior

## Galerie

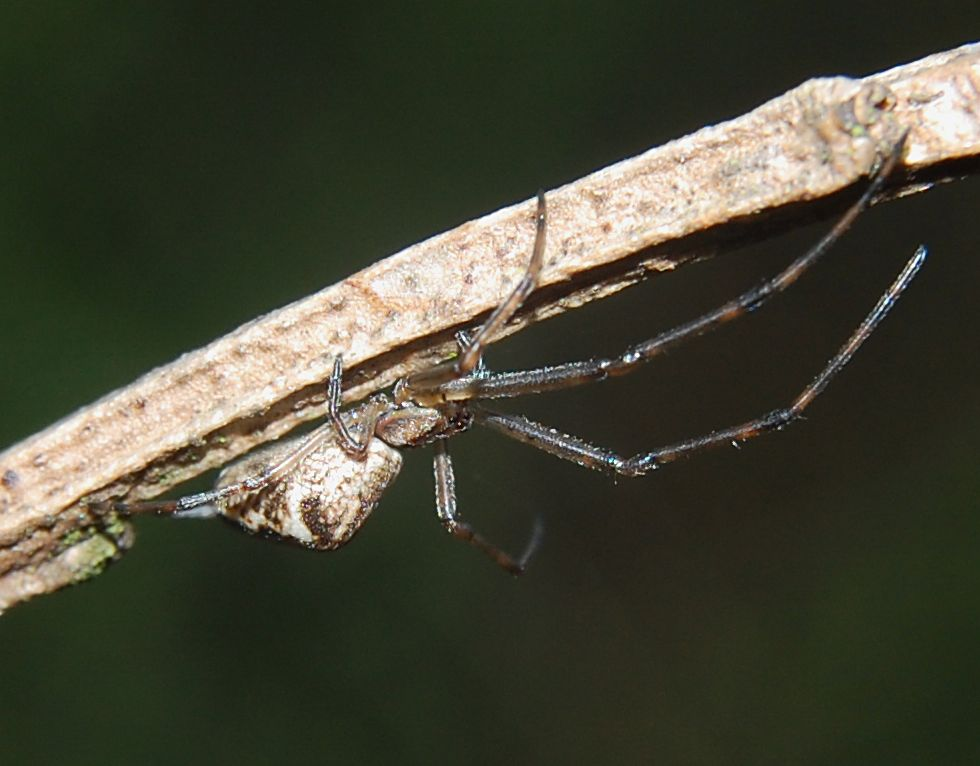
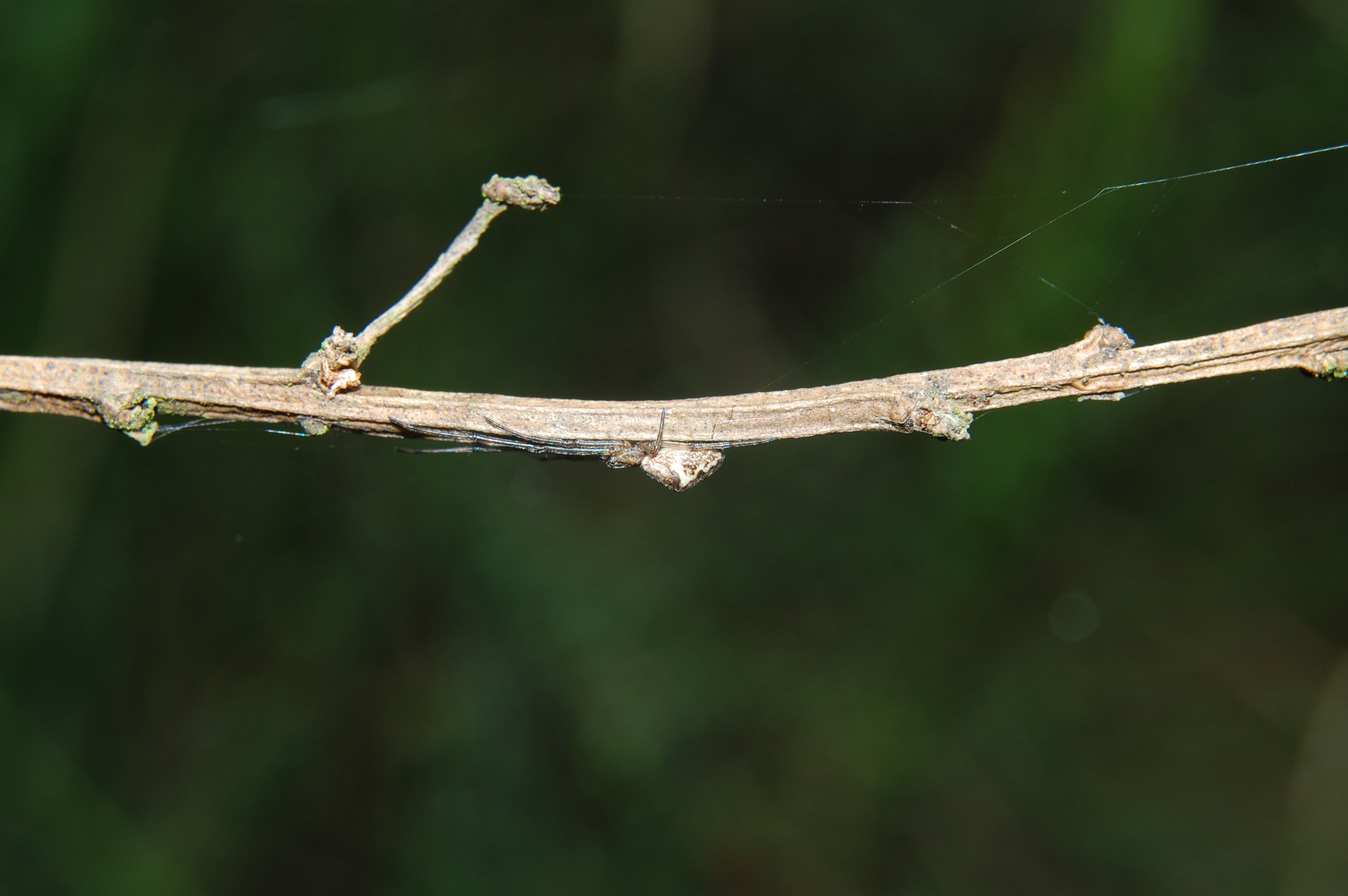